# Vera Fëdorovna Gaze
Vera Fëdorovna Gaze (in russo Вера Фёдоровна Газе?; San Pietroburgo, 29 dicembre 1899 – Leningrado, 3 ottobre 1954) è stata un'astronoma sovietica.

## Biografia
Durante gli studi all'Università statale di San Pietroburgo lavorò come assistente all'Istituto astronomico di Leningrado dal 1921 al 1926, dopodiché fu assunta all'Osservatorio di Pulkovo. Partecipò a una spedizione di rilevamento gravimetrico nel 1929 e a una per osservare l'eclissi solare totale nel 1936. Verso la fine degli anni '30 fu vittima di una campagna denigratoria politica nata da un incidente verificatosi all'Osservatorio di Pulkovo, quando nel 1935 aveva corretto dei calcoli presenti in un documento sulle effemeridi di 13 Egeria redatto da Nikolaj Michailovič Voronov, all'epoca astro nascente dell'astronomia. Nonostante il giovane astronomo fosse stato licenziato, tutte le persone coinvolte all'osservatorio furono arrestate. Inizialmente Gaze fu sospettata di aver aiutato Voronov in quanto aveva tradotto molti dei suoi documenti, tuttavia fu rilasciata per mancanza di testimonianze firmate contro di lei.
Nel 1940 Gaze fu assunta all'Osservatorio di Simeiz, dove scoprì dei cambiamenti di Gamma Cassiopeiae. Assieme a Grigorij Abramovič Šajn studiò il contenuto molecolare degli isotopi di carbonio nelle stelle e la struttura delle nebulose, cercando di determinarne le dimensioni e il ruolo della polvere e del gas nella formazione di queste ultime. Scoprì circa 150 "nuove nebulose a emissione galattica registrando la loro luce nell'emissione rossa H-alfa (Hα)". A proposito di ciò, nel 1952 Gaze e Šajn pubblicarono Some results of the study of diffuse gaseous nebulae and their attitude to cosmogony.
Gaze morì nel 1954 a Leningrado e fu sepolta nel cimitero degli astronomi nei pressi dell'osservatorio di Pulkovo. L'asteroide 2388 Gaze e il cratere di Venere Gaze portano il suo nome.